# Libro de Joel

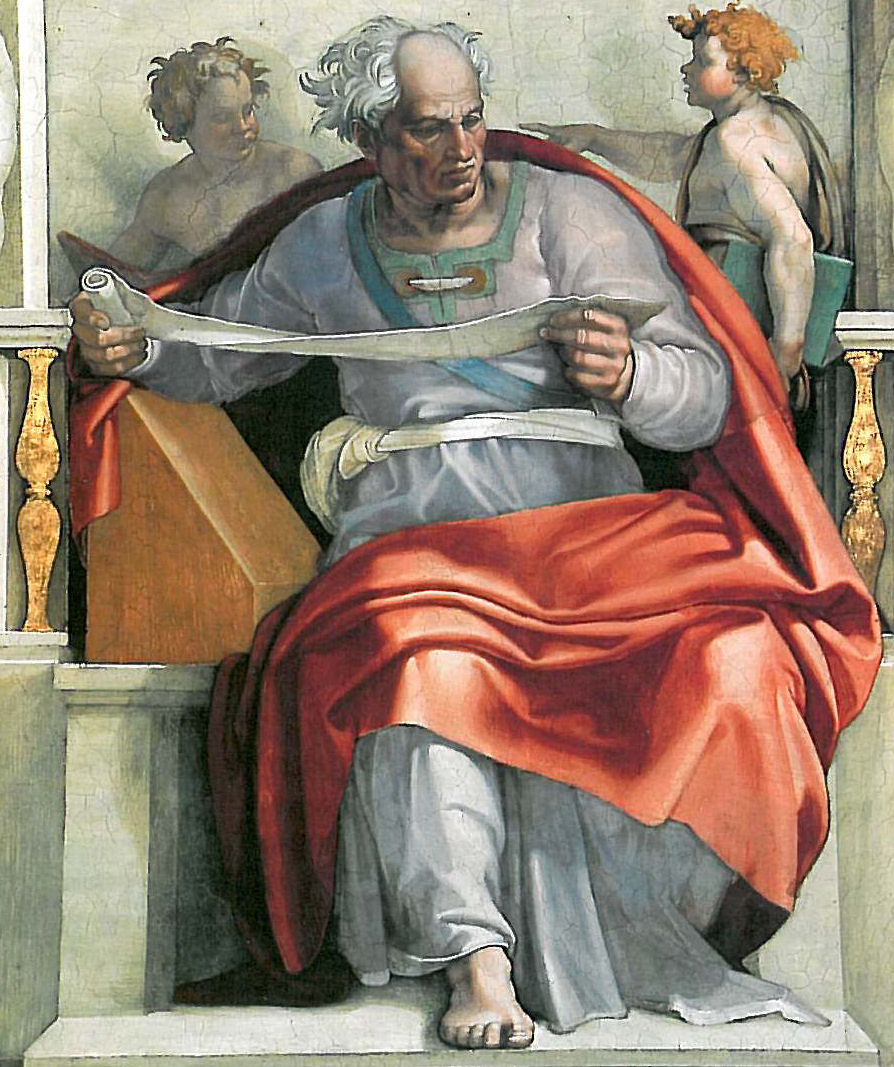
El profeta Joel (Miguel Ángel: Capilla Sixtina).

El Libro de Joel es un libro bíblico del Antiguo Testamento y del Tanaj hebreo. Se lo considera uno de los así llamados "Profetas Menores" (en relación con la extensión del texto, no a la importancia de su contenido) y se encuentra ubicado, en las biblias cristianas, entre los libros de Oseas y Amós.

## Autor
No sabemos nada de la persona del autor, ya que la profecía solo indica que era hijo de un señor de la época llamado Petuel. Su nombre significa "Yahvé es Dios".
Se cree que procedía del Reino de Judá o reino del sur y que su prédica se desarrolló en Judá y Jerusalén por sus referencias a dichos lugares, al Templo y al culto.
La uniformidad léxica y estilística de Joel a lo largo de todo el texto permiten atribuirlo a la mano de un solo autor.

## Fecha de composición
La tradición judía pensaba que el libro fue escrito antes del 750 a. C. y por esta razón es el segundo de los libros de los profetas menores. Hoy en día muchos eruditos opinan que fue escrito después del Exilio. Los sucesos espectaculares hacen de la profecía de Joel algo interesante y de provecho. Según la introducción es ¨la palabra de Yahveh que le aconteció a Joel, hijo de Petuel¨.Tal como puede leérsela hoy, su fecha también puede fijarse en época anterior al Exilio. Sin embargo, existen autores que difieren de esta afirmación. Algunos datan la profecía como contemporánea a Zacarías, posterior a Nehemías o incluso más tardía.
Estos argumentos acerca de una fecha reciente se apoyan en la ausencia de un rey judío, la importancia que Joel atribuye al culto, un presunto uso intensivo de Ezequiel como fuente y la cita tomada de Abdías que se lee:

"Y tendrán miedo tus bravos, Temán, para que sea extirpado todo hombre de la montaña de Esaú. Por la matanza, por la violencia contra Jacob tu hermano, te cubrirá la vergüenza, y serás extirpado para siempre."
Abdías 1:9-10

La cual sería referida por Joel cuando éste dice:

"Egipto quedará hecho una desolación, Edom un desierto desolado, por su violencia contra los hijos de Judá, por haber derramado sangre inocente en su tierra. "
Joel 4:19

Algunos autores consideran, por tanto, que pudo haberse escrito alrededor del 400 a. C.

## Contenido
El libro de Joel se encuentra dividido en dos partes claramente diferenciadas. En la primera, una devastadora plaga de langostas destruye el país, produciendo una celebración penitencial entre las víctimas. El episodio está tratado como una narración histórica.
Yahvé se compadece de los judíos y promete poner orden, a cambio de expiación, oración y ayuno. Dios anuncia la llegada del terrible "Día de Yahvé", poblado de fenómenos astronómicos horrorosos, la aparición de una prodigiosa fuente de agua en medio del Templo y la fertilización de la tierra azotada por la langosta gracias a esta agua (3:18). En los días de tales episodios, Jerusalén será, toda ella, un templo. Esta sección está narrada como profecía escatológica.
La segunda parte del texto se eleva por encima de las disquisiciones históricas y se transforma en un texto completamente escatológico. Entre sus anuncios se encuentra la efusión del Espíritu y su derrame sobre la tierra, la restauración del Edén y el enjuiciamiento a que Dios someterá a las naciones humanas.

## Sentido religioso
Pedro explicó por inspiración que el derramamiento del Espíritu de Dios en los discípulos de Cristo era un cumplimiento de la profecía de Joel (cf. Hch.2:1-21). Pedro recalcó el significativo profético de las palabras de Joel: "Y todo el que invocare el nombre de Yahvé será salvo" (Hch.2:21). Existen similitudes en Ap.9, con la plaga de langostas que describe Joel.
La enseñanza primordial de este libro es que el arrepentimiento y la penitencia llevan al hombre a reconciliarse con la divinidad. Dios reserva las bendiciones para los tiempos mesiánicos, por eso Judá sufre tanto ahora. 
No hay modo de escapar, excepto por la oración, el ayuno y la penitencia, para implorar a Dios perdón y ayuda hasta que lleguen los gloriosos días en que Su Espíritu se derrame sobre todos los seres humanos.

### Para leer más
- Achtemeier, Elizabeth. Profetas Menores I. Nuevo Comentario Internacional bíblica. (Hendrickson, 1999)
- Ahlström, Gösta W. Joel y el templo de culto de Jerusalén. Suplementos a Vetus Testamentum 21. (Brill 1971)
- Allen, Leslie C. Los libros de Joel, Abdías, Jonás y Miqueas. Nuevo Comentario Internacional sobre el Antiguo Testamento. (Eerdmans, 1976)
- Anders, Max E. & Butler, Trent C. Oseas-Miqueas. Comentario Holman Antiguo Testamento. (B & H Publishing, 2005)
- Assis, Elie. Joel: Un profeta Entre Calamidad y Esperanza (LHBOTS, 581), Nueva York: Bloomsbury, 2013
- Baker, David W. Joel, Abdías, Malaquías. Comentario NVI Aplicación. (Zondervan, 2006)
- Barton, John Joel y Abdías: un Comentario. Biblioteca del Antiguo Testamento. (Westminster John Knox, 2001)
- Birch, Bruce C. Oseas, Joel y Amós. Compañero de Westminster Biblia. (Westminster John Knox, 1997)
- Busenitz, Irvin A. Comentario a Joel y Abdías. Comentario Mentor. (Mentor, 2003)
- Calvin, John. Joel, Amós, Abdías. Biblia Comentarios de Calvino. (Libros Olvidados, 2007)
- Coggins, Richard. Joel y Amós. Nuevo Comentario Bíblico Siglo. (Sheffield Academic Press, 2000)
- Crenshaw, James L. Joel: una nueva traducción con introducción y comentario. La Biblia Ancla. (Yale University Press, 1995)
- Finley, Thomas J. Joel, Amós, Abdías: un comentario exegético. (Estudios Bíblicos Press, 2003)
- Garrett, Duane A. Oseas, Joel. El Nuevo Comentario americano. (B & H Publishing, 1997)
- Hubbard, David Allen. Joel y Amós: una Introducción y Comentario. Comentario Tyndale Antiguo Testamento. (Inter-Varsity Press, 1990)
- Limburg, James. Oseas-Miqueas. Interpretación - un Comentario Bíblico de Enseñanza y Predicación. (Westminster John Knox, 1988)
- Mason, Rex. Sofonías, Habacuc, Joel. Guías del Antiguo Testamento. (JSOT Press, 1994)
- McQueen, Larry RM Joel y el Espíritu: el Grito de un Profética hermenéutica. (CTP, 2009)
- Ogden, Graham S. & Deutsch, Richard R. Una Promesa de Esperanza, un llamado a la obediencia: un Comentario sobre los libros de Joel y Malaquías. Comentario Teológico Internacional (Eerdmans / Hansel, 1987)
- Ogilvie, John Lloyd. Oseas, Joel, Amós, Abdías, Jonás. Comentario de Communicator 20. (Word, 1990)
- Price, Walter K. El Profeta Joel y el Día del Señor. (Moody, 1976)
- Prior, David. El mensaje de Joel, Miqueas, y Habacuc: Escuchando la Voz de Dios. La Biblia habla hoy. (Inter-Varsity Press, 1999)
- Pohlig, James N. Un exegético Resumen de Joel. (SIL International, 2003)
- Roberts, Matis (ed) Trei asar: Los Doce Profetas: una nueva traducción con un comentario antologías del Talmud, Midrash, y fuentes rabínicas. Vol. 1: Oseas. Joel. Amos. Abdías. (Mesorah, 1995)
- Robertson, O. Palmer. Profeta del Día Venida del Señor: el Mensaje de Joel. Comentario Welwyn. (Evangélica Press, 1995)
- Simkins, Ronald. Actividad de Yahweh en la Historia y la Naturaleza en el libro de Joel. Sabiduría del Antiguo Oriente y Estudios 10 (E. Mellen Press, 1991)
- Simundson, Daniel J. Oseas-Miqueas. Abingdon Antiguo Testamento Comentarios. (Abingdon, 2005)
- Stuart, de Douglas. Oseas, hijo de Jonás. Palabra Comentario Bíblico 31. (Word, 1987)
- Sweeney, Marvin A. Los Doce Profetas, Vol. 1: Oseas, hijo de Jonás. Berit Olam - Estudios de Narrativa y Poesía hebrea. (Liturgical Press, 2000)
- Wolff, Hans Walter. Un comentario sobre los libros de los profetas Joel y Amós. Hermeneia - Un comentario crítico e histórico sobre la Biblia. (Augsburg Fortress, 1977)